# Buda reclinado

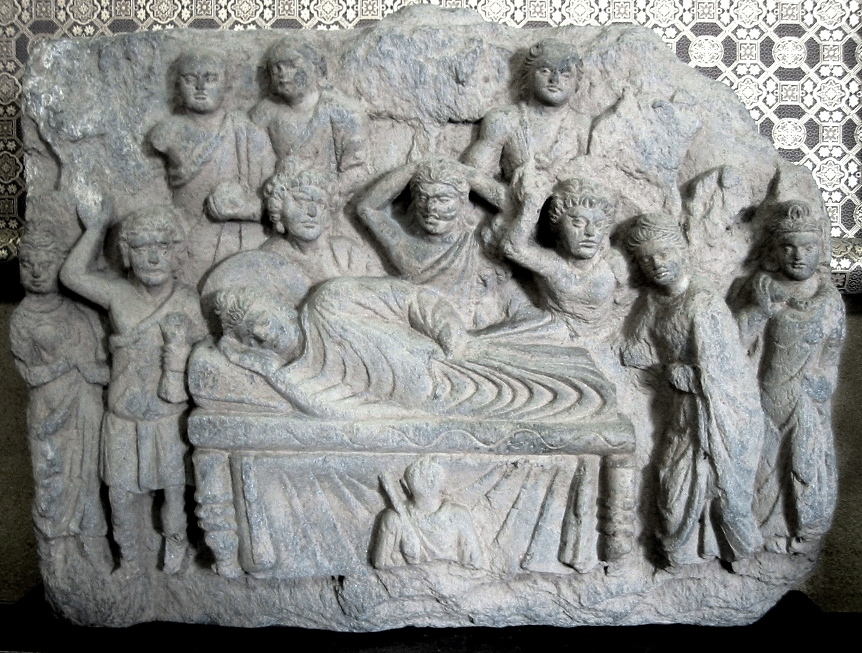
Buda em parinirvana, arte Gandara, século II ou III

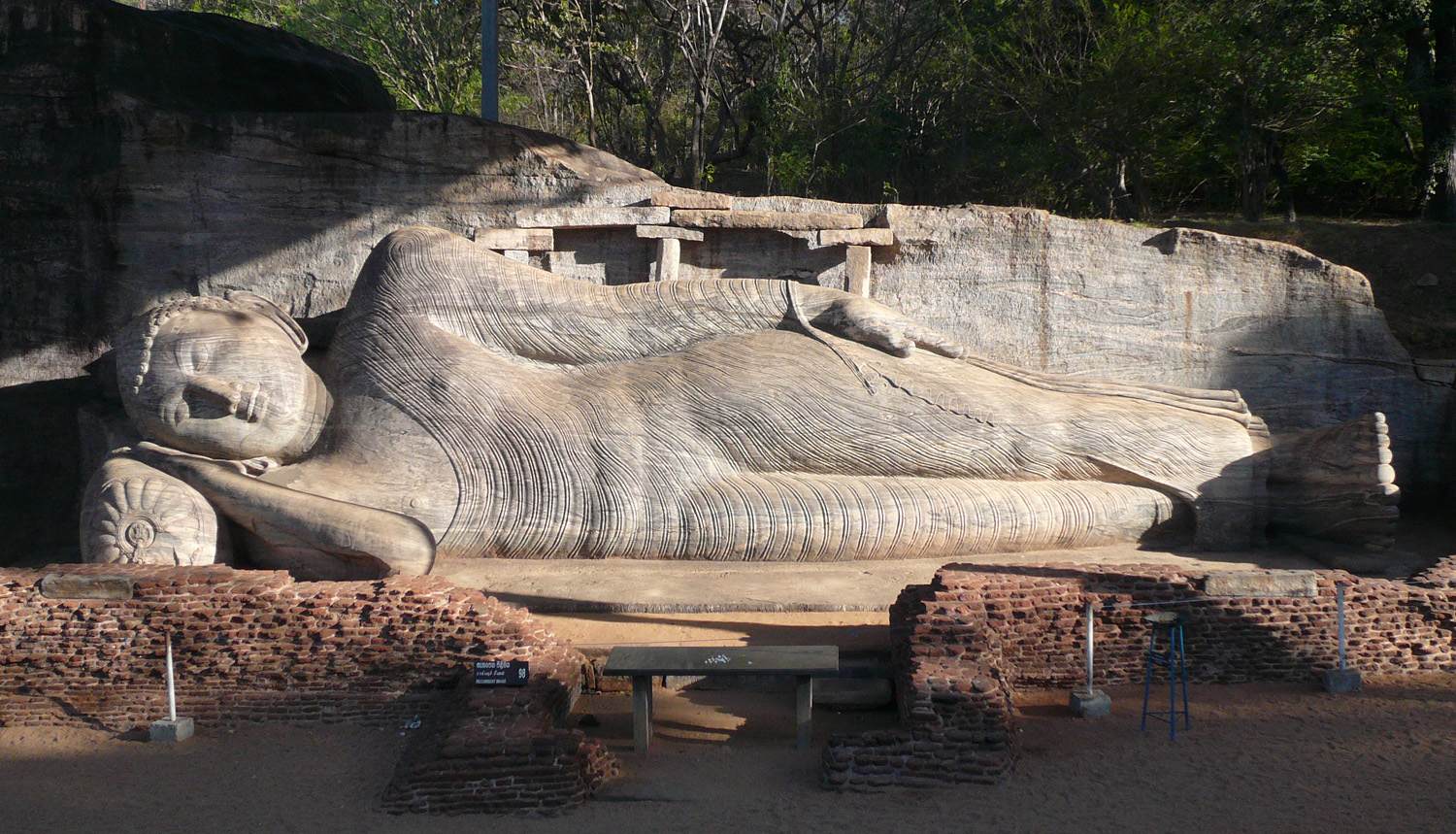
Buda reclinado de Galviara em Polonnaruva (Seri Lanca, século XII)

Um Buda reclinado é uma imagem que representa Buda deitado, uma importante representação iconográfica na arte budista. Representa o Buda histórico durante os seus últimos momentos de doença e últimos momentos de vida na Terra, prestes a entrar no paranirvana. Ele é representado deitado no seu lado direito geralmente em cima de uma mesa de repouso, com a cabeça apoiada em uma almofada ou apoiado no seu cotovelo direito, apoiando a cabeça com a sua mão.
Diz-se que Buda sabia que sua morte estava se aproximando enquanto estava nesta posição, Buda pediu a seus discípulos que fizessem um local de repouso para ele em um arbusto para facilitar a sua deitada. A expressão serena e sorridente do Buda nas estátuas reclinadas retrata a compaixão e a calma que vem com a iluminação. Não devem induzir o estado de tristeza aos seguidores, mas sim o encorajamento para que todos os seres tenham o potencial de serem despertados ou iluminados e se libertem do sofrimento que é caracterizado pelo ciclo de renascimento.
Esse padrão parece ter surgido ao mesmo tempo que outras representações de Buda na arte greco-budista de Gandara.
Um dos exemplos mais conhecidos desta representação é consagrado em Wat Pho em Banguecoque, Tailândia, embora existam numerosos outros templos em todo o Sudeste Asiático com estátuas nesta postura.